# TT390
| ir · ir | Z2 · w | r · w · Z1 | B1 |

| ir · ir | Z2 · w | r · w · Z1 | B1 |

TT390 (Theban Tomb 390) è la sigla che identifica una delle Tombe dei Nobili ubicate nell'area della cosiddetta Necropoli Tebana, sulla sponda occidentale del Nilo dinanzi alla città di Luxor, in Egitto. Destinata a sepolture di nobili e funzionari connessi alle case regnanti, specie del Nuovo Regno, l'area venne sfruttata, come necropoli, fin dall'Antico Regno e, successivamente, sino al periodo Saitico (con la XXVI dinastia) e Tolemaico.

## Titolare
TT390 era la tomba di:
| Titolare | Titolo                                                                    | Necropoli  | Dinastia/Periodo             | Note |
| -------- | ------------------------------------------------------------------------- | ---------- | ---------------------------- | ---- |
| Irtieru  | Scriba femmina; Capo guardiano della Divina Adoratrice di Amon Nitokris I | el-Assasif | XXVI dinastia (Psammetico I) |      |

## Biografia
Ipwer, Divino Padre di Amon, fu suo padre; Tashaiu fu sua madre. Zeho, a sua volta Divino Padre di Amon, fu suo nonno; si ritiene  che Irtieru sia giunta a Tebe nel 656 a.C., contestualmente all'insediamento, quale Divina Adoratrice di Amon, della principessa Nitokris I, figlia del faraone Psammetico I. Dato l'alto incarico ricoperto, di Scriba e Capo dei guardiani della Divina Adoratrice, è ipotizzabile la provenienza di Irtieru da una famiglia di alto rango la cui tomba è stata verosimilmente individuata nell'area Thinita. Nespakashuty, Visir di Psammetico I, fu suo figlio e Nespamedu fu suo marito, a sua volta Visir, la cui tomba, una delle più vaste, si trova nell'area di Abido.

## La tomba
TT390, considerando l'alto rango della sua titolare, è una delle principali tombe del Periodo Tardo nella necropoli di el-Assasif; prima dei lavori sistematici di recupero e restauro, la TT390 era planimetricamente costituita da due sale colonnate che si susseguivano su un unico asse sud-est/nord-ovest. Solo con i lavori iniziati nel 2006 a cura dell"American University in Cairo" nell'ambito del progetto "South Asasif Conservation", si è potuto appurare che le due sale erano precedute da un cortile, a sua volta colonnato, che risultava sepolto sotto metri di detriti

### Storia
Nota fin dall’antichità, la TT390 venne visitata, negli anni '20 dell'800, da John Gardner Wilkinson  e Robert Hay che ne rilevarono i disegni parietali, ne tradussero alcuni dei testi e ne constatarono, tuttavia, i già gravi danni e la fragilità della roccia in cui era stata scavata la tomba. Negli anni '40 dello stesso secolo TT390 venne visitata da Karl Richard Lepsius che riprodusse i dipinti di tre cornici di porte delle sale colonnate in un suo testo; dati i danni che si sono verificati fino alle rilevazioni più moderne, tale lavoro si è dimostrato insostituibile sia per visualizzare lo stato delle opere al momento del rilievo, sia in fase di restauro e ricostruzione delle stesse a partire dai molteplici frammenti rinvenuti in loco di recuperare molti dei geroglifici che ornavano le porte. Fino agli anni '70 del '900 nessun ulteriore intervento venne eseguito sulla tomba che divenne casa per abitanti del villaggio intanto sorto nell'area della necropoli. Furono conseguenti danni meccanici con demolizioni, asportazioni di decorazioni, accensione di fuochi contro le pareti e stallaggio per gli animali domestici. L'innalzamento della pavimentazione, dovuta anche a depositi di ripetute alluvioni, comportò danni anche nella parte alta delle decorazioni parietali. Nel 2001 iniziarono i primi rilievi dell' "American University in Cairo" in previsione dell'inizio del "South Asasif Conservation Project": i locali della tomba erano stati ulteriormente pesantemente danneggiati con asportazione di rilievi e parti degli stessi pilastri interni che, in taluni casi, erano stati impiegati come componenti di mura di recinzione dell'area abitativa o erano stati venduti ai turisti come souvenir. A far data dal 2006 ha avuto inizio il "South Asasif Conservation Project" che ha consentito di rilevare il cortile anteriore, adibito a stalla delle quattro abitazioni che insistevano sulla tomba che, nonostante le decorazioni ancora esistenti e le demolizioni occorse nei millenni, apparve comunque non ultimata. L'impossibilità di operare, causa le abitazioni, ad un lavoro più approfondito, consentì, intanto di liberare la parte emergente dai detriti dalla fuliggine e riparare, per quanto possibile, ai danni materiali occorsi. Solo nel 2007, con il trasferimento della popolazione in altro moderno insediamento, voluta dal governo egiziano, si poté iniziare la procedura di svuotamento delle camere, ancora in corso ad oggi, che consentì di individuare, sotto i detriti, l'esistenza di due nuovo camere funerarie, di cui non era nota l'esistenza, una delle quali con soffitto a volta recante ancora tracce della primitiva decorazione; di tale scoperta, a oggi, non esiste ancora documentazione.

### Decorazioni
I lavori di scavo, liberazione dai detriti, di consolidamento e restauro dei danni causati nel corso dei millenni sono stati affidati, a far data dal 2006, all'American University del Cairo che nella TT390, e nelle vicine sepolture dello stesso periodo (TT223 e TT391) porta avanti il South Asasif Conservation Project.
Un primo risultato fu il ritrovamento del cortile antistante le due camere già note (da numero 8 a 12 di colore blu); anche questo era originariamente colonnato e godeva, molto verosimilmente, di una copertura laterale, ma tutti i pilastri erano crollati, o erano stati rimossi, anche per rendere l'area più fruibile per gli animali che ivi erano stallati. Il cortile si trova ad un livello di molto inferiore rispetto al piano di campagna attuale innalzatosi anche per le costruzioni che vi sono state, nel tempo, edificate e che, almeno in parte, occupavano l'area stessa del cortile.
I rilievi eseguiti negli anni '20 del '900, che non avevano percezione del cortile antistante, indicano con tale nome quello che è, dopo la scoperta del 2007, divenuto un corridoio di accesso alla TT390: sulle pareti (numero 1 rosso in planimetria) il defunto in basso sovrastato da dieci colonne di geroglifici; sulla parete opposta (2 rosso) in due registri sovrapposti, il defunto assiso in presenza di testi relativi ai suoi titoli e alla discendenza da Zeho, Padre Divino di Amon. Su altra parete (3 rosso) sei colonne di testo; poco oltre (4 rosso) lista di festività con datazioni. Sull'architrave di ingresso alla prima sala colonnata (5 rosso) doppia scena con, a sinistra, la barca di Ra e la principessa Nitokris I in atto di adorazione seguita dalla defunta; a destra la Divina Sposa di Amon Shepenupet II, seguita dalla defunta, in adorazione del dio Atum in presenza dei simboli di Horus; a entrambi i lati, è rappresentato l'uccello Benu. In quella che viene indicata come anticamera (14 blu), in cui solo alcuni pilastri erano ancora in piedi, resti di testi (A e B rosse) e immagini della defunta (Aa e Ba). L'architrave di accesso alla sala più interna (6 rosso) reca quattro righe di testo con la defunta seduta dinanzi ad offerte, sui lati del breve corridoio di accesso quattro colonne di testo, nomi dei genitori della defunta e i suoi titoli. Sul fondo della sala più interna (15 blu) una nicchia (7 rosso) contenente una falsa porta che solo il lavoro di Lepsius consente oggi di vedere nella sua forma originale e che, dalla descrizione di Porter e Moss 1927, risulta rappresentare la defunta in atto di offrire vasi di libagione al dio Osiride.

### Annotazioni
1. ↑  La numerazione dei locali e delle pareti di colore rosso segue quella di Porter e Moss 1927, p. 438; la numerazione di colore blu segue quella del South Asasif Conservatin Project.
2. ↑  La prima numerazione delle tombe, dalla numero 1 alla 252, risale al 1913 con l'edizione del "Topographical Catalogue of the Private Tombs of Thebes" di Alan Gardiner e Arthur Weigall. Le tombe erano numerate in ordine di scoperta e non geografico; ugualmente in ordine cronologico di scoperta sono le tombe dalla 253 in poi.
3. ↑  I campi della Duat, ovvero l'aldilà egizio, si trovavano, secondo le credenze, proprio sulla riva occidentale del grande fiume.
4. ↑  Nella sua epoca di utilizzo, l'area era nota come "Quella di fronte al suo Signore" (con riferimento alla riva orientale, dove si trovavano le strutture dei Palazzi di residenza dei re e i templi dei principali dei) o, più semplicemente, "Occidente di Tebe".
5. ↑  le Tombe dei Nobili, benché raggruppate in un'unica area, sono di fatto distribuite su più necropoli distinte.
6. ↑  Le note, sovente di inquadramento topografico della tomba, sono tratte dal "Topographical Catalogue" di Gardiner e Weigall, ed. 1913 e fanno perciò riferimento alla situazione dell'epoca.
7. ↑  La planimetria sopra rappresentata vede unite le due versioni note riportate da Porter e Moss 1927 e dal sito del  South Asasif Conservation Project (SACP); per tale motivo si è prevista una doppia numerazione in colore rosso, per Porter e Moss, e di colore blu per il SACP.
8. ↑  In tempi recenti, solo l’esistenza dei disegni di Lepsius ha consentito ai restauratori del Supremo Consiglio delle Antichità di ripulire, manualmente, i fregi ricoperti da spessi strati di fango nel frattempo accumulatisi anche a causa di consistenti inondazioni che hanno interessato l’area e che hanno ricoperto la tomba con oltre 5 m di detriti. Nonostante tale lavoro, non tutte le decorazioni sono state tuttavia recuperate.
9. ↑  La famiglia di Ahmed Mahmud Abd el-Rasul occupava materialmente la tomba, mentre altre tre abitazioni erano costruite sopra la tomba stessa.
10. ↑  La planimetria a corredo di questa voce, come sopra già scritto, vede ampliata quella presente in Porter e Moss 1927 (P&M) con le nuove risultanze derivanti dal "South Asasif Conservation Project" (SACP) che svolge attività di scavo, conservazione e restauro della TT390 a far data dal 2006. Per tale motivo, per differenziare le indicazioni la numerazione viene riportata in colore rosso per P&M (con la numerazione originale) e blu per SACP (in prosecuzione della precedente).

### Fonti
1. 1 2 3 4 5  (EN) Sito del South Asasif Conservation Project:, su southasasif.com. URL consultato il 04.01.2019.
2. 1 2 3 4  Porter e Moss 1927,  p. 440.
3. ↑  Gardiner e Weigall 1913.
4. ↑  Donadoni 1999,  p. 115.
5. 1 2  Porter e Moss 1927,  pp. 440-441.
6. ↑  Pischikova 2013.
7. 1 2  Porter e Moss 1927,  p. 438.
8. 1 2  Lepsius 1849, Vol. VIII, tavole 271a, 272a, 272b.
9. ↑  (EN) Posizione reciproca delle tombe interessate dal progetto:, su southasasif.com. URL consultato il 07.01.2019.
10. ↑  Porter e Moss 1927,  pp. 440-441.